# Hardwicke (Stroud)
Pour les articles homonymes, voir Hardwicke.
Hardwicke est une paroisse civile et un village du Gloucestershire, en Angleterre.